# Mônica Angélica de Paula
Mônica Angélica de Paula, född den 4 april 1978 i São Paulo, Brasilien, är en brasiliansk fotbollsspelare. Vid fotbollsturneringen under OS 2004 i Aten deltog han i det brasilianska lag som tog silver. 